# Planques
Planques est une commune française située dans le département du Pas-de-Calais en région Hauts-de-France. Ses habitants sont appelés les Planquois. La commune est membre de la communauté de communes du Haut Pays du Montreuillois.

## Géographie

### Localisation
Localisée dans le centre du département du Pas-de-Calais, Planques, où la Planquette prend sa source, est une commune rurale située, à vol d'oiseau, à 6 km au sud-ouest de la commune de Fruges (aire d'attraction), à 9 km au nord de la commune d'Hesdin-la-Forêt et à 22 km à l'est de la commune de Montreuil-sur-Mer (chef-lieu d'arrondissement).
Le territoire de la commune est limitrophe de ceux de six communes.
Les communes limitrophes sont  Avondance, Azincourt, Créquy, Fressin, Ruisseauville et Sains-lès-Fressin.

### Géologie et relief
La superficie de la commune est de 6,18 km2 ; son altitude varie de 72  à   144 mètres.

### Hydrographie
Le territoire de la commune est situé dans le bassin Artois-Picardie.
La Planquette, qui prend sa source dans la commune de Planques, est un cours d'eau naturel non navigable de 11,79 km qui se jette dans la Canche au niveau de la commune de Contes.

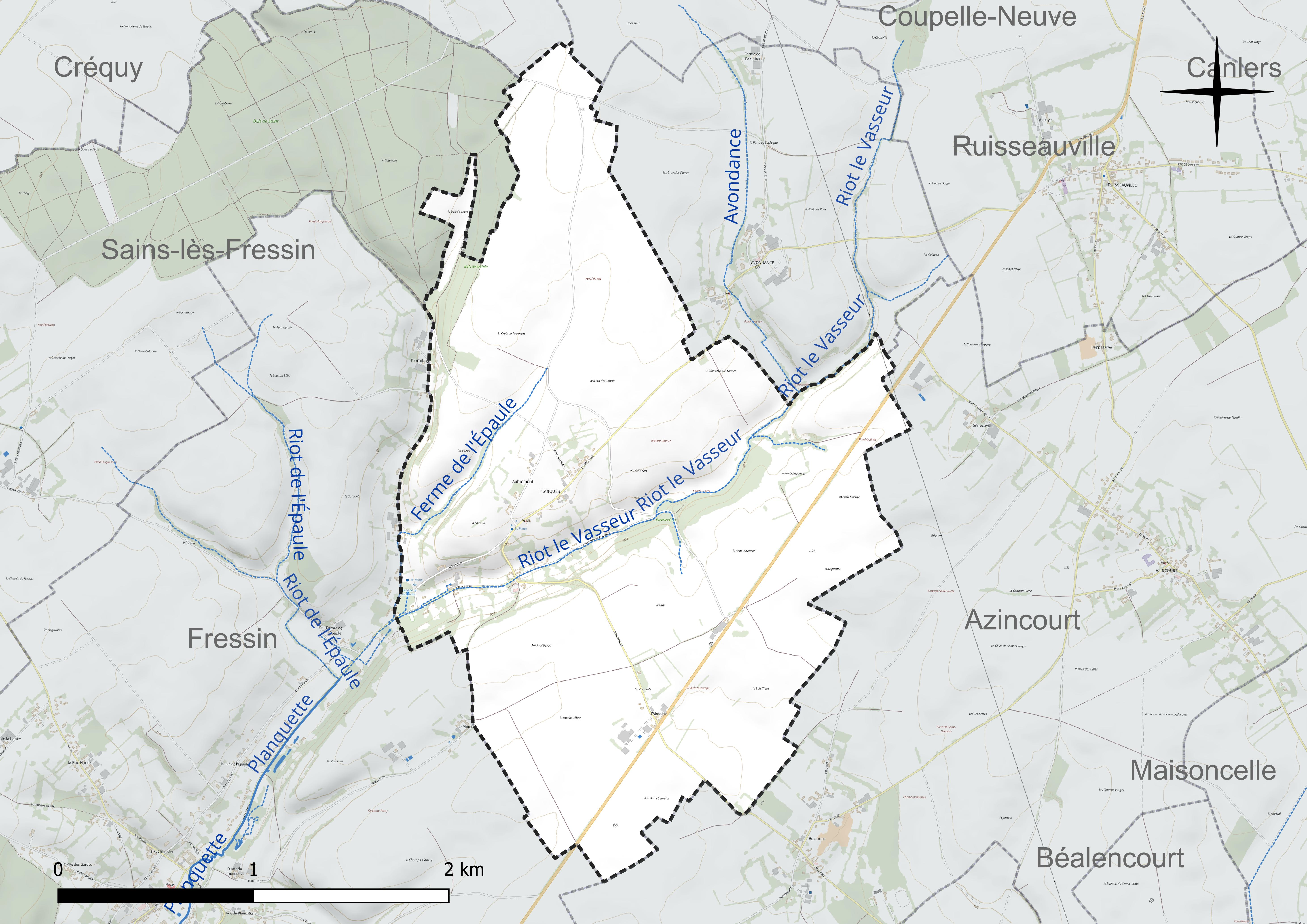
Réseau hydrographique de Planques.

La Planquette a deux affluents dans la commune de Planques : 
- la ferme de l'Épaule, d'une longueur de 1,2 km, qui prend sa source au niveau de la commune de Planques[5] ;
- le riot le Vasseur, d'une longueur de 4,33 km, qui prend sa source dans la commune de Ruisseauville. Les communes traversées par ce cours d’eau sont : Avondance, Planques et Ruisseauville[6].

### Climat
Pour des articles plus généraux, voir Climat des Hauts-de-France et Climat du Nord-Pas-de-Calais.
En 2010, le climat de la commune est de type climat océanique altéré, selon une étude du Centre national de la recherche scientifique (CNRS) s'appuyant sur une série de données couvrant la période 1971-2000. En 2020, Météo-France publie une typologie des climats de la France métropolitaine dans laquelle la commune est exposée à un climat océanique et est dans la région climatique Côtes de la Manche orientale, caractérisée par un faible ensoleillement (1 550 h/an) ; forte humidité de l’air (plus de 20 h/jour avec humidité relative > 80 % en hiver), vents forts fréquents.
Pour la période 1971-2000, la température annuelle moyenne est de 10,2 °C, avec une amplitude thermique annuelle de 13,4 °C. Le cumul annuel moyen de précipitations est de 951 mm, avec 13,5 jours de précipitations en janvier et 8,8 jours en juillet. Pour la période 1991-2020, la température moyenne annuelle observée sur la station météorologique la plus proche, située sur la commune de Radinghem à 10 km à vol d'oiseau, est de 10,5 °C et le cumul annuel moyen de précipitations est de 1 038,1 mm,. Pour l'avenir, les paramètres climatiques de la commune estimés pour 2050 selon différents scénarios d'émission de gaz à effet de serre sont consultables sur un site dédié publié par Météo-France en novembre 2022.

### Paysages
Pour un article plus général, voir Paysage en France.
La commune est située dans le « paysage montreuillois » tel que défini dans l’atlas des paysages de la région Nord-Pas-de-Calais, conçu par la direction régionale de l'Environnement, de l'Aménagement et du Logement (DREAL),. Ce paysage, qui concerne 98 communes, se délimite : à l’Ouest par des falaises qui, avec le recul de la mer, ont donné naissance aux bas-champs ourlées de dunes ; au Nord par la boutonnière du Boulonnais ; au sud par le vaste plateau formé par la vallée de l’Authie, et à l’Est par les paysages du Ternois et de Haut-Artois. Ce paysage régional, avec, dans son axe central, la vallée de la Canche et ses nombreux affluents comme la Course, la Créquoise, la Planquette…, offre une alternance de vallées et de plateaux, appelée « ondulations montreuilloises ». Dans ce paysage, et plus particulièrement sur les plateaux, on cultive la betterave sucrière, le blé et le maïs, et les plateaux entre la Ternoise et la Créquoise sont couverts de vastes massifs forestiers comme la forêt d'Hesdin, les bois de Fressin, Sains-lès-Fressin, Créquy….

### Milieux naturels et biodiversité

#### Zones naturelles d'intérêt écologique, faunistique et floristique
L’inventaire des zones naturelles d'intérêt écologique, faunistique et floristique (ZNIEFF) a pour objectif de réaliser une couverture des zones les plus intéressantes sur le plan écologique, essentiellement dans la perspective d’améliorer la connaissance du patrimoine naturel national et de fournir aux différents décideurs un outil d’aide à la prise en compte de l’environnement dans l’aménagement du territoire.
Le territoire communal comprend une ZNIEFF de type 1 : le bois de Sains. D’une superficie de 434 ha et d'une altitude variant de 81  à   154 m, cette ZNIEFF a une géomorphologie typiquement artésienne avec un plateau qui domine quelques creuses.
et une ZNIEFF de type 2 :
les vallées de la Créquoise et de la Planquette, d’une superficie de 15 157 ha et d'une altitude variant de 13  à   181 m. Ces deux vallées se situent aux confins de deux régions naturelles : le Haut Pays d’Artois et le Ternois et constituent un des paysages ruraux traditionnels du Nord-Pas-de-Calais les mieux conservés.

Carte des ZNIEFF de type 1 et 2 sur la commune
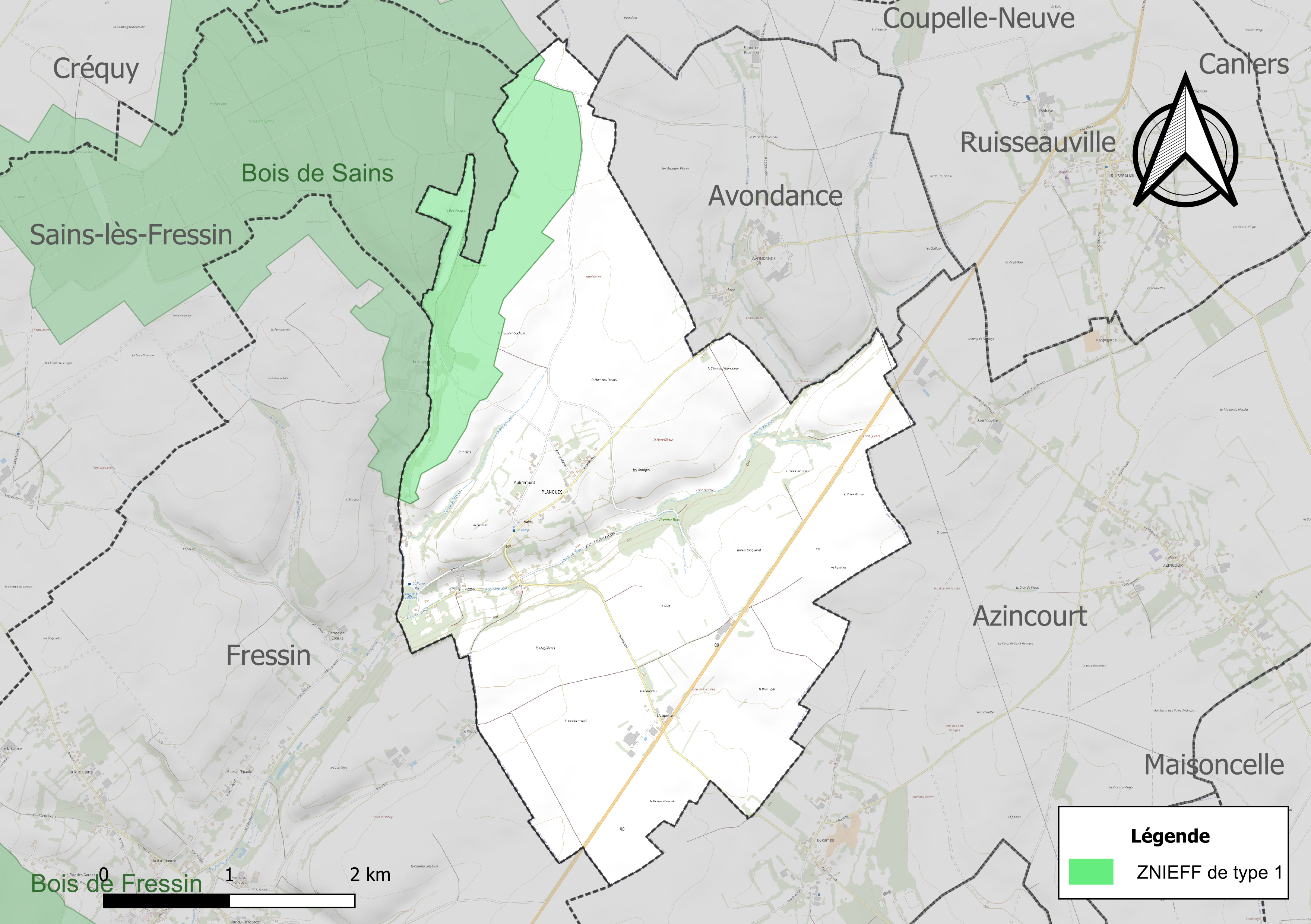
Carte de la ZNIEFF de type 1 sur la commune.
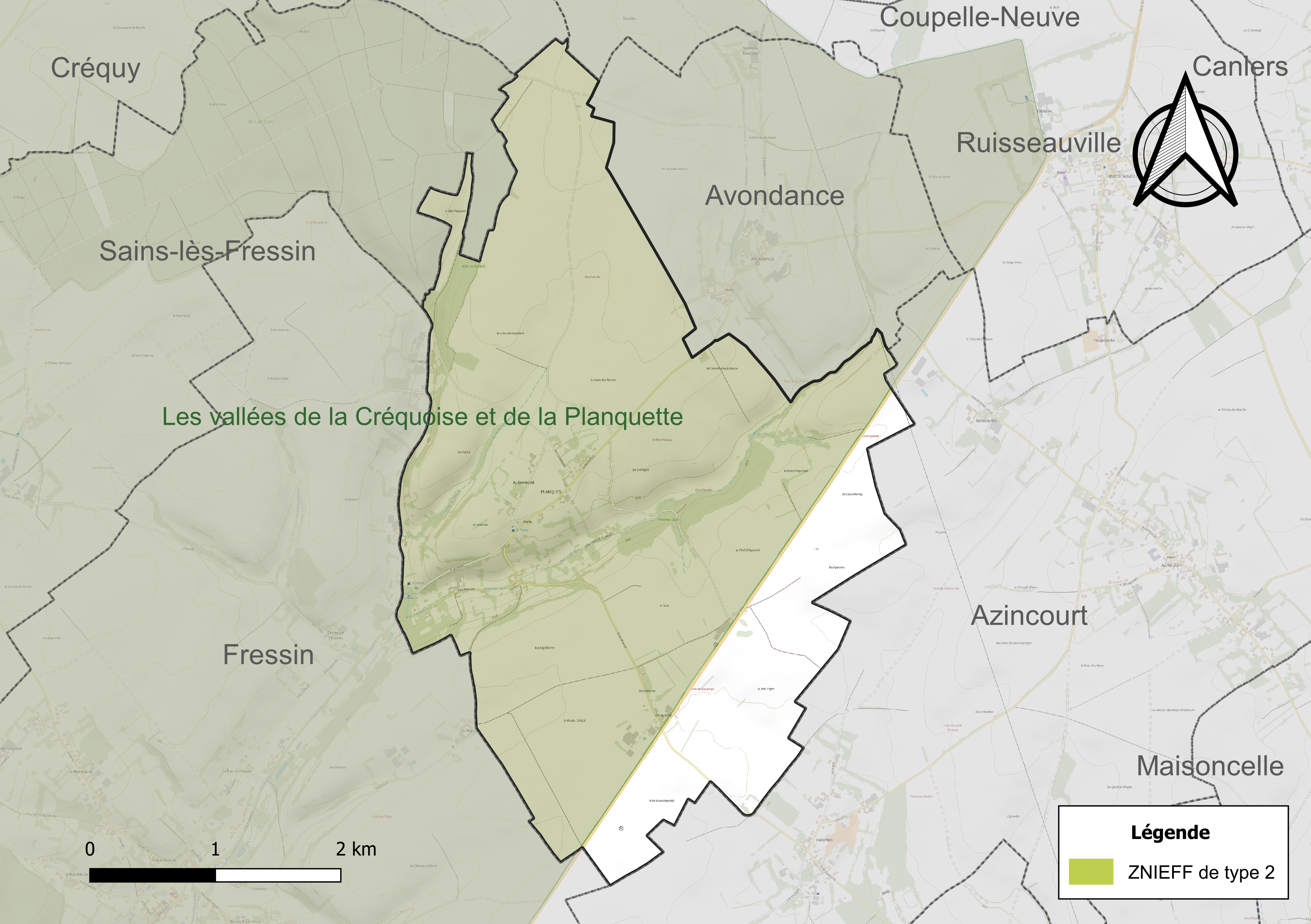
Carte de la ZNIEFF de type 2 sur la commune.

#### Espèces faunistiques et floristiques
L’Inventaire national du patrimoine naturel (INPN) recense plusieurs espèces faunistiques et floristiques sur le territoire de la commune dont certaines sont protégées et d’autres menacées et quasi-menacées.

## Urbanisme

### Typologie
Au 1er janvier 2024, Planques est catégorisée commune rurale à habitat très dispersé, selon la nouvelle grille communale de densité à sept niveaux définie par l'Insee en 2022.
Elle est située hors unité urbaine. Par ailleurs la commune fait partie de l'aire d'attraction de Fruges, dont elle est une commune de la couronne,. Cette aire, qui regroupe 22 communes, est catégorisée dans les aires de moins de 50 000 habitants,.

### Occupation des sols
L'occupation des sols de la commune, telle qu'elle ressort de la base de données européenne d’occupation biophysique des sols Corine Land Cover (CLC), est marquée par l'importance des territoires agricoles (98,5 % en 2018), en augmentation par rapport à 1990 (92,9 %). La répartition détaillée en 2018 est la suivante : 
terres arables (66 %), prairies (26,9 %), zones agricoles hétérogènes (5,5 %), forêts (1,5 %). L'évolution de l’occupation des sols de la commune et de ses infrastructures peut être observée sur les différentes représentations cartographiques du territoire : la carte de Cassini (XVIIIe siècle), la carte d'état-major (1820-1866) et les cartes ou photos aériennes de l'IGN pour la période actuelle (1950 à aujourd'hui).

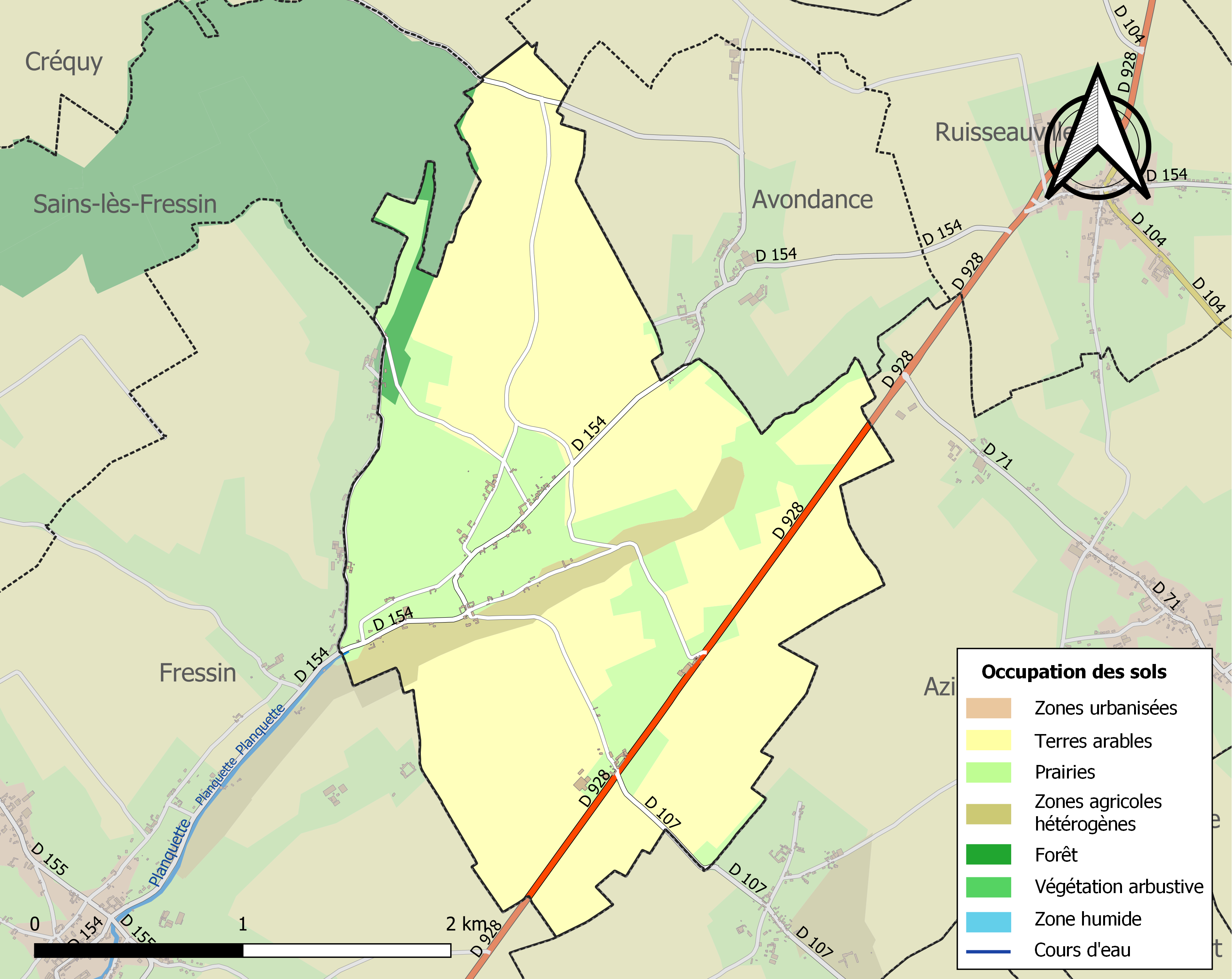
Carte des infrastructures et de l'occupation des sols de la commune en 2018 (CLC).

### Logement
En 2009, le nombre total de logements dans la commune était de 53, alors qu'il était de 50 en 1999.
Parmi ces logements, 78,8 % étaient des résidences principales, 17,3 % des résidences secondaires et 3,9 % des logements vacants. Ces logements étaient pour 96,2 % d'entre eux des maisons individuelles et pour 1,9 % des appartements.
La proportion des résidences principales, propriétés de leurs occupants était de 81,0 %, légèrement en baisse par rapport à 1999 (83,3 %).

## Toponymie
Le nom de la localité est attesté sous les formes Plankae en 1187 ; Plancae en 1210 ; Plankes en 1218 ; Planchae en 1248 ; Le Planke en 1275 ; Planka au XIIIe siècle ; Planca en 1326 ; Les Plankes en 1376 ; Le Plancque en 1404 ; Les Planques en 1474 ; Les Plancques en 1518 ; Planques en 1793 et depuis 1801.
Vient du pluriel de l'oïl planque, « passerelle, petit pont de bois ».

## Histoire
Avant la Révolution française, Plancques était le siège d'une seigneurie. En 1762, cette seigneurie a été élevée au rang de baronnie sous le nom de baronnie de Contes  de Granges, en étant associée à la terre des Granges.
Dans la première moitié du XVIIe siècle, Jean de Bergh, écuyer, est seigneur de Plancques, Schaubroucq, etc., marié à la fille unique et héritière d'Arnoul Clays dit de Zegerscappel et de Catherine van Meckeren (Catherine van Meckeren est la fille de Gérard Van Meckeren, vice-amiral de la flotte de Flandre). Jean de Bergh est le père d'Anne-Marie de Berch, religieuse à l'abbaye Saint-Victor de Bergues et le père de Catherine de Berch, épouse d'Adrien de Beaufremez, baron d'Esnes, seigneur de Staple, Sporrewarde, etc., pair du Cambrésis.
Marie-François-Antoine Joseph de Contes bénéficie en juillet 1762, de lettres données à Versailles, érigeant en baronnie, sous le nom de baronnie de Contes de Granges, de la terre des Granges unie à celle de Planques, relevant à cause de sa terre de Créquy, de Godefroy de la Tour-d'Auvergne, pair de France, grand chambellan, en faveur du dénommé, seigneur des dites terres. Ces terres, tout le temps que la famille de Bryas les a possédées, ont toujours été relevées sous le titre de baronnie, le bénéficiaire est reconnu descendant d'une branche de la maison de Créquy (Famille de Créquy), dont sa famille a toujours porté les armes; cette branche était connue sous le nom de Créquy-Contes, à cause de Jacques dit Jacquemont, seigneur de Contes, marié à Marie de Saint-Pol (Comté de Saint-Pol). Regnault de Créquy-Contes qui était chevalier, bachelier dès 1440 et Jean de Créquy-Contes furent tués à Azincourt, en servant sous la bannière de Créquy. Cette famille de Contes a de tous temps servi ses souverains et s'est alliée aux de Werpt, Marseilles, Héricourt, de Fiennes, Gérard, de Harchies, de Fléchin, etc.
Le dernier loup du Pas-de-Calais est abattu au XIXe siècle, en 1871, dans la forêt de Créquy à Planques.

## Politique et administration

### Découpage territorial
La commune se trouve dans l'arrondissement de Montreuil du département du Pas-de-Calais.

#### Commune et intercommunalités
La commune est membre de la communauté de communes du Haut Pays du Montreuillois regroupant 49 communes et totalisant 15 703 habitants en 2021.

#### Circonscriptions administratives
La commune est rattachée au canton de Fruges.

#### Circonscriptions électorales
Pour l'élection des députés, la commune fait partie de la quatrième circonscription du Pas-de-Calais.

### Élections municipales et communautaires
Le nombre d'habitants au dernier recensement étant compris entre 100 et 499, le nombre de membres du conseil municipal est de 11.

#### Liste des maires
| Période                                  | Période                    | Identité          | Étiquette | Qualité                                                                            |
| ---------------------------------------- | -------------------------- | ----------------- | --------- | ---------------------------------------------------------------------------------- |
| Les données manquantes sont à compléter. |                            |                   |           |                                                                                    |
|                                          | juin 1995                  | Joseph Thellier   |           |                                                                                    |
| juin 1995                                | 2008                       | Amédée Dewailly   |           |                                                                                    |
| mars 2008                                | 2014                       | Étienne Thellier  |           | Agriculteur                                                                        |
| 2014                                     | En cours (au 2 avril 2022) | Paul Marie Vienne |           | Agriculteur retraité Élu pour le mandat 2014-2020, Réélu pour le mandat 2020-2026, |

### Jumelages
Au 10 mai 2013, Planques n'est jumelée avec aucune commune.

## Équipements et services publics

### Enseignement
La commune est située dans l'académie de Lille et dépend, pour les vacances scolaires, de la zone B.
La commune n'administre ni école maternelle ni école élémentaire.

### Justice, sécurité, secours et défense
Planques relève du tribunal d'instance de Montreuil, du tribunal de grande instance de Boulogne-sur-Mer, de la cour d'appel de Douai, du tribunal pour enfants de Boulogne-sur-Mer, du conseil de prud'hommes de Boulogne-sur-Mer, du tribunal de commerce de Boulogne-sur-Mer, du tribunal administratif de Lille et de la cour administrative d'appel de Douai.

## Population et société

### Démographie
Les habitants sont appelés les Planquois.

#### Évolution démographique
L'évolution du nombre d'habitants est connue à travers les recensements de la population effectués dans la commune depuis 1793. Pour les communes de moins de 10 000 habitants, une enquête de recensement portant sur toute la population est réalisée tous les cinq ans, les populations de référence des années intermédiaires étant quant à elles estimées par interpolation ou extrapolation. Pour la commune, le premier recensement exhaustif entrant dans le cadre du nouveau dispositif a été réalisé en 2005.

En 2022, la commune comptait 104 habitants, en évolution de +25,3 % par rapport à 2016 (Pas-de-Calais : −0,72 %, France hors Mayotte : +2,11 %).
| 1793 | 1800 | 1806 | 1821 | 1831 | 1836 | 1841 | 1846 | 1851 |
| ---- | ---- | ---- | ---- | ---- | ---- | ---- | ---- | ---- |
| 220  | 258  | 246  | 259  | 294  | 273  | 286  | 271  | 285  |

| 1856 | 1861 | 1866 | 1872 | 1876 | 1881 | 1886 | 1891 | 1896 |
| ---- | ---- | ---- | ---- | ---- | ---- | ---- | ---- | ---- |
| 283  | 255  | 246  | 239  | 229  | 223  | 227  | 217  | 234  |

| 1901 | 1906 | 1911 | 1921 | 1926 | 1931 | 1936 | 1946 | 1954 |
| ---- | ---- | ---- | ---- | ---- | ---- | ---- | ---- | ---- |
| 244  | 242  | 232  | 181  | 169  | 167  | 161  | 159  | 162  |

| 1962 | 1968 | 1975 | 1982 | 1990 | 1999 | 2005 | 2006 | 2010 |
| ---- | ---- | ---- | ---- | ---- | ---- | ---- | ---- | ---- |
| 139  | 131  | 122  | 110  | 95   | 99   | 110  | 110  | 109  |

| 2015 | 2020 | 2022 | - | - | - | - | - | - |
| ---- | ---- | ---- | - | - | - | - | - | - |
| 85   | 102  | 104  | - | - | - | - | - | - |

#### Pyramide des âges
En 2018, le taux de personnes d'un âge inférieur à 30 ans s'élève à 27,4 %, soit en dessous de la moyenne départementale (36,7 %). À l'inverse, le taux de personnes d'âge supérieur à 60 ans est de 33,3 % la même année, alors qu'il est de 24,9 % au niveau départemental.
En 2018, la commune comptait 44 hommes pour 44 femmes, soit un taux de 50,00 % de femmes, légèrement inférieur au taux départemental (51,50 %).
Les pyramides des âges de la commune et du département s'établissent comme suit.
| Hommes | Classe d’âge | Femmes |
| ------ | ------------ | ------ |
| 3,9    | 90 ou +      | 2,0    |
| 9,8    | 75-89 ans    | 9,8    |
| 17,6   | 60-74 ans    | 23,5   |
| 13,7   | 45-59 ans    | 19,6   |
| 21,6   | 30-44 ans    | 23,5   |
| 9,8    | 15-29 ans    | 5,9    |
| 23,5   | 0-14 ans     | 15,7   |

| Hommes | Classe d’âge | Femmes |
| ------ | ------------ | ------ |
| 0,5    | 90 ou +      | 1,6    |
| 5,6    | 75-89 ans    | 8,9    |
| 16,7   | 60-74 ans    | 18,1   |
| 20,2   | 45-59 ans    | 19,2   |
| 18,9   | 30-44 ans    | 18,1   |
| 18,2   | 15-29 ans    | 16,2   |
| 19,9   | 0-14 ans     | 17,9   |

## Culture locale et patrimoine

### Lieux et monuments

#### Monument historique
L'église Notre-Dame-de-l'Assomption. Elle fait l’objet d’une inscription au titre des monuments historiques depuis le 10 juin 1926.
Elle héberge treize éléments patrimoniaux, répertoriés dans la base Palissy, classés ou inscrits au titre d'objet des monuments historiques, dont quatre sont classés :
- le 1er février 1911, le tableau Le Bon pasteur du XVIIe siècle[41] ;
- le 18 mai 1908 : la cloche de 1505[42] ;
- le 5 décembre 1908 : le groupe sculpté saint Gengoult du XVe siècle[43] ;
- le 3 décembre 1984 : l'autel, le tabernacle, le retable et le tableau Assomption de la Vierge (situé sur le maître-autel). Ce tableau est signé et daté : A. Barelle invenit et pinxit 1742[44].

#### Autres lieux et monuments
- La plaque apposée dans l'église et faisant office de monument aux morts[45].

### Héraldique
| Blason de Planques | Blason  | Écartelé : aux 1er et 4e d'or au créquier de gueules, au 2e d'argent à trois jumelles de gueules, au 3e palé d'or et de gueules. |
| Blason de Planques | Détails | Représente les armes des De Créquy, avec le créquier, dont une branche de la famille posséda la seigneurie. Le blason montre ensuite les armes des De Rubempré, avec les trois jumelles, et enfin celles des D'Amboise. Selon l'Armorial du Pas-de-Calais (tome I, 1994), ces armes figureraient sur une cloche de l'église. Le statut officiel du blason reste à déterminer. |

## Pour approfondir

#### Bases de données, dictionnaires et encyclopédies
- Site officiel
- Ressources relatives à la géographie :   - Insee (communes)
  - Ldh/EHESS/Cassini
- Ressource relative à plusieurs domaines :   - Annuaire du service public français
- Notices d'autorité :   - BnF (données)